# Plesiosticha acida
Plesiosticha acida är en fjärilsart som beskrevs av Edward Meyrick 1911. Plesiosticha acida ingår i släktet Plesiosticha och familjen praktmalar, Oecophoridae. Inga underarter finns listade i Catalogue of Life.